# Tejupá
Tejupá là một đô thị ở bang São Paulo của Brasil. 
Đô thị này nằm ở vĩ độ 23º20'34" độ vĩ nam và kinh độ 49º22'35" độ vĩ tây, trên khu vực có độ cao 765 m. Dân số năm 2004 ước tính là 5.646 người.

## Sông ngòi
- Sông Paranapanema
- Represa de Jurumirim

## Các xa lộ
- SP-270